# Kautokeinoupproret (film)
Kautokeino - Upproret är en norsk film från 2008, vars handling är baserad på upproret i Kautokeino. Regissören Nils Gaup är själv släkt till en av dem som deltog i upproret, och hans avsikt var att berätta hela historien, även de händelser som inte är så kända, som upprinnelsen till upproret och den civila berättelsen. 
Filmen spelades in på FilmCamp vid det nedlagda Holmen leir i Øverbygd i Målselv kommun och hade premiär på norska biografer 18 januari 2008. Filmen hade svensk premiär 5 september 2008.

## Medverkande
| Skådespelare          | Roll                    |
| --------------------- | ----------------------- |
| Mikael Persbrandt     | Carl Johan Ruth         |
| Michael Nyqvist       | Lars Levi Læstadius     |
| Nils Gaup             | Mons Somby              |
| Mikkel Gaup           | Aslak Hætta             |
| Anni-Kristiina Juuso  | Ellen Aslaksdatter Skum |
| Jørgen Langhelle      |                         |
| Bjørn Sundquist       | Prästen Stockfleth      |
| Stig Henrik Hoff      |                         |
| Peter Andersson       | Lars Johan Bucht        |
| Silje Holtet          | Anne Elise Blix         |
| Eirik Junge Eliassen  | Prästen Zetliz          |
| Aslat Mahtte Gaup     | Mathis Hætta            |
| Inger Utsi            | Inger Spein             |
| Ole Nicklas Guttorm   | Lille Aslak             |
| Inga Juuso            | Farmodern               |
| Beaska Niilas         | Rasmus Spein            |
| Jovsset Heandrat      | Lars Hætta              |
| Nikolaj Coster-Waldau | Biskop Juell            |